# Monniksrobben
Monniksrobben (Monachus) zijn een geslacht van zoogdieren dat behoort tot de familie van de zeehonden (Phocidae). De dieren worden ongeveer 3 meter groot. De kleur is grijs, bruin of zwart. Aan de onderkant zijn ze bruiner dan aan de bovenkant en gewoonlijk hebben ze een witte buikvlek.
Er zijn drie soorten, waarvan één uitgestorven:
- Monachus monachus – Mediterrane monniksrob
- Monachus schauinslandi – Hawaïaanse monniksrob
- †Monachus tropicalis  – Caribische monniksrob